# Mani nude
Mani nude è un film del 2025 diretto da Mauro Mancini e tratto dall'omonimo romanzo di Paola Barbato.

## Trama
Il giovane Davide viene rapito durante una serata in discoteca da una misteriosa organizzazione. Portato in un camion situato in cava, combatte al buio con un individuo sconosciuto. Con lo stupore dei suoi rapitori, Davide esce vittorioso dopo aver ucciso il suo "avversario".
Viene condotto quindi in una nave dove viene tenuto imprigionato insieme ad altri uomini che vengono allenati costantemente per partecipare a dei combattimenti clandestini, dove per vincere bisogna uccidere il proprio avversario. Minuto, il loro aguzzino, lì controlla tenendo con un occhio di riguardo verso Davide, che nel frattempo stringe un'amicizia con Puma, un ex spacciatore che ha contratto un grosso debito. Puma è tra i combattenti di grado più alto, che hanno più possibilità di estinguere il proprio debito ed essere quindi liberati.
Un giorno Davide riesce a scappare buttandosi in mare. Raggiunta la terraferma si rifugia dentro una chiesa, ma viene trovato da Minuto. Quest'ultimo inizia ad allenarlo ai combattimenti e stringe un legame con lui, pur mantenendo un carattere schivo e opprimente. 
Davide inizia subito a vincere numerosi combattimenti, usando lo pseudonimo Batiza. Durante un match assiste inerme alla morte di Puma, sconfitto in un match da uno dei combattenti più forti dell'organizzazione. Desideroso di vendetta, Davide chiede a Minuto di poter salire di grado, ma quest'ultimo rifiuta dicendo che non è ancora abbastanza forte. Davide insiste e alla fine Amato, il boss dell'intera organizzazione, gli concede di combattere, con grande disappunto di Minuto. Durante il combattimento Davide viene sopraffatto dal suo avversario che sta per finirlo, ma improvvisamente Minuto lo uccide a colpi di pistola, per poi fuggire insieme a Davide. Minuto riporta quest'ultimo a casa, intenzionato a farlo tornare dalla sua famiglia, ma Davide rifiuta, affermando che ciò che è diventato non è più il Davide che loro conoscevano, ed insiste nel rimanere con Minuto. 
Qualche tempo dopo Minuto e Davide vivono sotto falso nome in un appartamento di periferia, evitando il più possibile di interagire con le persone per paura di essere trovati dall'organizzazione. Un giorno Davide (che si fa chiamare Andrea) conosce la barista Eva, di cui si innamora e con cui spera di trovare una redenzione. Minuto disapprova la relazione perché teme che possa esporre la loro reale identità, ma successivamente si convince del contrario. Una sera Davide vede un vagabondo maltrattare il proprio cane ed interviene, ma il confronto acceso fa innescare in lui l'istinto violento appreso nell'organizzazione e picchia a sangue l'uomo. Terrorizzato, torna da Minuto che decide immediatamente di fare le valigie e cambiare di nuovo identità: ne nasce una lite in cui alla fine Minuto rivela che il rapimento di Davide non è stato casuale: qualche tempo prima infatti il ragazzo aveva conosciuto ad una festa una ragazza, che aveva poi violentato e lasciato sola a tornare a casa. Quella ragazza era Giulia, la figlia di Minuto, che aveva cercato di contattare il padre prima di essere tragicamente investita da un'auto in corsa. Minuto quindi aveva chiesto di rapire Davide per vendicarsi della morte della figlia e ucciderlo, ma quando Davide uscì vittorioso dallo scontro, Amato aveva deciso di tenerlo in vita per i combattimenti.
Minuto se ne va senza Davide recandosi sulla tomba della figlia, dove viene raggiunto e catturato da Amato. Quest'ultimo contatta Davide minacciandolo di uccidere Minuto. Davide si separa a malincuore da Eva e viene quindi portato dall'organizzazione nella stessa cava vista all'inizio del film. Viene condotto quindi dentro il camion dove lo aspetta un altro combattimento: l'avversario che dovrà affrontare è Minuto.

## Distribuzione
Il film è stato presentato in anteprima al Festa del Cinema di Roma 2024. Il film è stato distribuito nelle sale cinematografiche italiane il 5 giugno 2025 da Medusa Film.
Il film è stato vietato ai minori di 14 anni per violenza, scene sessuali, uso di alcol o droga e linguaggio scurrile.

## Accoglienza
Il film è stato accolto con recensioni favorevoli dalla critica cinematografica. Molti critici hanno riscontrato forti somiglianze con film come Fight Club e al cinema di Nicolas Winding Refn, lodando la regia, l'interpretazione di Gheghi e in buona parte anche quella di Gassman, ma criticando il brusco cambio di tono nella seconda metà del film. 